# TurboTax

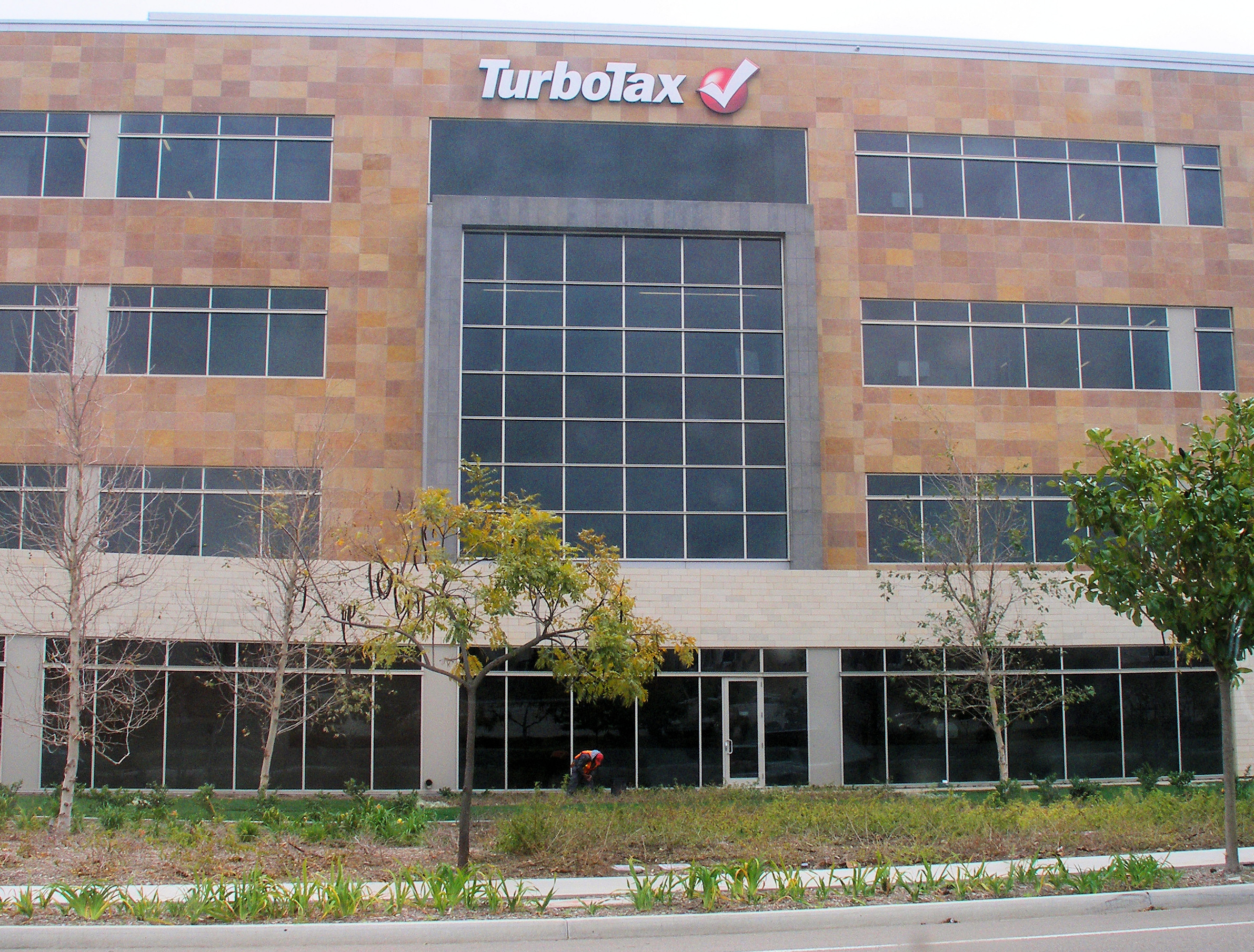
Intuit Consumer Tax Group 位於聖地牙哥的總部。

TurboTax是美國提供報稅服務的稅務軟件。該軟件由Intuit公司開發。Turbotax在同類服務軟件的供應市場佔有領導地位。其他同類型的服務軟件包括H&R Block Tax Software及TaxAct。TurboTax最初於1984年由Michael A. Chipman所成立的Chipsoft所開發，後來於1993年公司被售予Intuit。